# Налло, Амара
Амара Налло (англ. Amara Nallo; род. 18 ноября 2006) — английский футболист, центральный защитник клуба «Ливерпуль».

## Клубная карьера
Воспитанник академии клуба «Вест Хэм Юнайтед», в 2023 году присоединился к «Ливерпулю». 28 февраля 2024 года впервые попал в заявку основной команды «красных» на матч Кубка Англии против «Саутгемтпона», однако на поле не появился. 29 января 2025 года дебютировал за «Ливерпуль», выйдя на замену в матче Лиги чемпионов против ПСВ, однако уже через 4 минуты после появления получил красную карточку.

## Карьера в сборной
Выступал за сборные Англии до 18 и до 19 лет.